# Psittacanthus valleculanthus
Psittacanthus valleculanthus är en tvåhjärtbladig växtart som beskrevs av Kuijt. Psittacanthus valleculanthus ingår i släktet Psittacanthus och familjen Loranthaceae. Inga underarter finns listade i Catalogue of Life.